# Chart Industries
Chart Industries ist ein US-amerikanischer Anlagenbauer mit Hauptsitz in Ball Ground im Bundesstaat Georgia. Das Unternehmen entwickelt und baut Anlagen zur Gasverflüssigung, Tanks, industrielle Wärmetauscher-Anlagen und Dewargefäße für medizinische Anwendungen.
Chart Industries wurde 1992 durch die Brüder Arthur und Charles Holmes gegründet und diente als Holding-Gesellschaft für ihre Unternehmensbeteiligungen. In den Folgejahrzehnten wuchs das Unternehmen durch die Übernahme mehrerer Firmen auf dem Gebiet der Kältetechnik und der Gashandhabung.
Über verschiedene Unternehmenstöchter unterhält Chart Industries drei Niederlassungen in Deutschland. An den Standorten in Goch, Monheim am Rhein und Wuppertal werden unter anderem Tankauflieger und Durchflussmengenmesssysteme hergestellt. Im März 2023 übernahm Chart Industries Howden Turbo mit deutschen Standorten in Frankenthal, Aalen-Ebnat, Coswig und Olpe.
Eine geplante Fusion mit Flowserve wurde im Juli 2025 zugunsten einer Übernahme Charts durch Baker Hughes abgesagt. Die Übernahme durch Baker Hughes bewertet Chart Industries mit einem Unternehmenswert von 13,6 Milliarden US-Dollar.